# باغ دلگشا
باغ دلگشا باغی مربوط به دوره ساسانیان، صفویه و قاجار است که در شیراز جای گرفته است. این اثر در تاریخ ۷ مهر ۱۳۸۱ با شماره ثبت ۹۱۲ به‌عنوان یکی از آثار ملی ایران به ثبت رسیده است.

## پیشینه
باغ دلگشا یکی از باغ‌های تاریخی شیراز بوده و در ناحیه آرامگاه سعدی قرار دارد. پیشینه آبادانی و دیرینگی این باغ به دوران پیش از اسلام و زمان فرمانروایی ساسانیان می‌رسد.
باغ دلگشا در دوره تیمور گورکانی در اوج آبادانی بوده تا جایی که گفته شده تیمور پس از دیدن آن، در سمرقند باغی را به همین نام بنا کرد. این باغ در دوره صفویه نیز بسیار نامور بوده، به گونه‌ای که در نوشته‌ها و نقاشی‌های به جا مانده از جهانگردان اروپایی در آن دوران از نام باغ هم فراوان یاد شده است.
در فاصله دوره نادرشاه تا دودمان زندیه این باغ آسیب‌های فراوانی به خود دید و در زمان کریمخان زند باز آباد شد. در این باغ عمارت‌هایی مربوط به دوره قاجاریه دیده می‌شود.

## معماری
عمارت باغ به شیوه معماری کاخ‌های ساسانی بیشاپور ساخته شده است که از یک تالار با چهار شاه‌نشین شکل گرفته است. این عمارت دارای سه طبقه و یک ایوان با دو ستون است. ساخت این عمارت در دوره زندیه انجام گرفته است. این عمارت دارای آینه‌کاری‌هایی به همراه نقاشی‌های رنگ روغن با سقف‌هایی از چوب و گچبری‌هایی آراسته به نقش گل و بته است. این عمارت دو در ورودی در دو سوی ساختمان و ایوانی در طبقه میانی و رو به استخر روبروی ساختمان دارد، ایوان و بارگاهی که نشانگر روزگار شکوه باغ است.
در پیرامون ایوان نیز بر روی گچ، شعرهایی از شوریده به خط نستعلیق نگاشته شده است، نخستین کلاه فرنگی در ایران نیز در این باغ به ثبت رسیده است. روبروی ساختمان نیز حوض سنگی بزرگی جای گرفته است.
مساحت این باغ ۵/۷ هکتار می‌باشد و سراسر آن را درختان نارنج و اندکی پرتقال فرا گرفته است. این درختان از میانه‌های فروردین تا میانه‌های اردیبهشت به بار می‌نشینند و شکوفه‌های سفید و زیبای آن‌ها بوی خوش‌دل‌انگیزی را در هوا می‌پراکند.
آبی که از چشمه قنات آرامگاه سعدی جاری است از این باغ می‌گذرد. این باغ هم‌اکنون در مالکیت شهرداری شیراز می‌باشد.

## جایگاه جغرافیایی
باغ دلگشا در بخش شمال شرقی شهر شیراز در ضلع جنوبی تنگ آب خان و در دامنه کوهستان قرار دارد. این باغ در کنار قنات سعدی و در منطقه دژی به نام کهن دژ جای گرفته است و فاصله آن تا آرامگاه سعدی چند گامی بیشتر نیست.

## نگارخانه

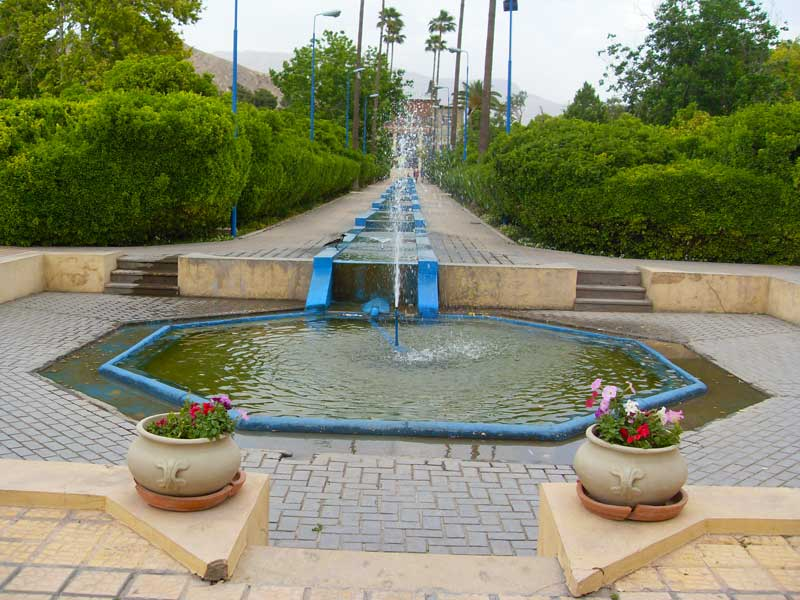
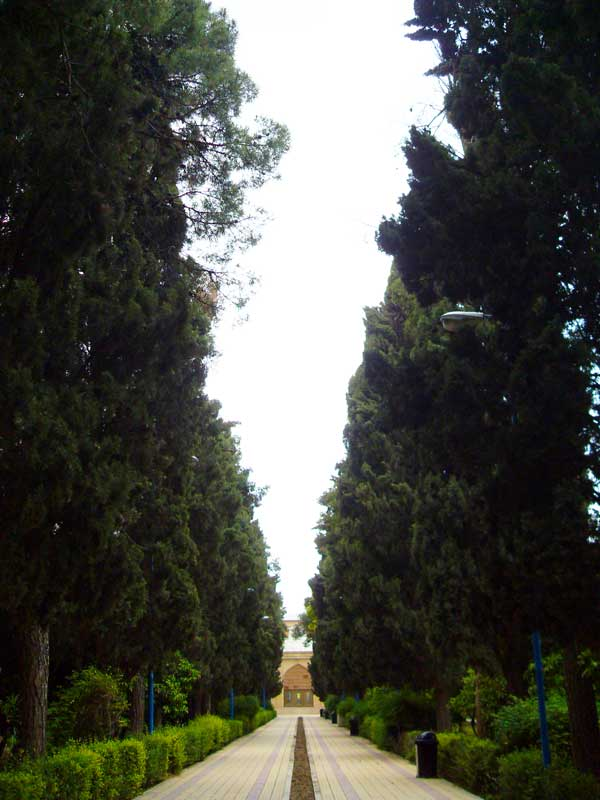
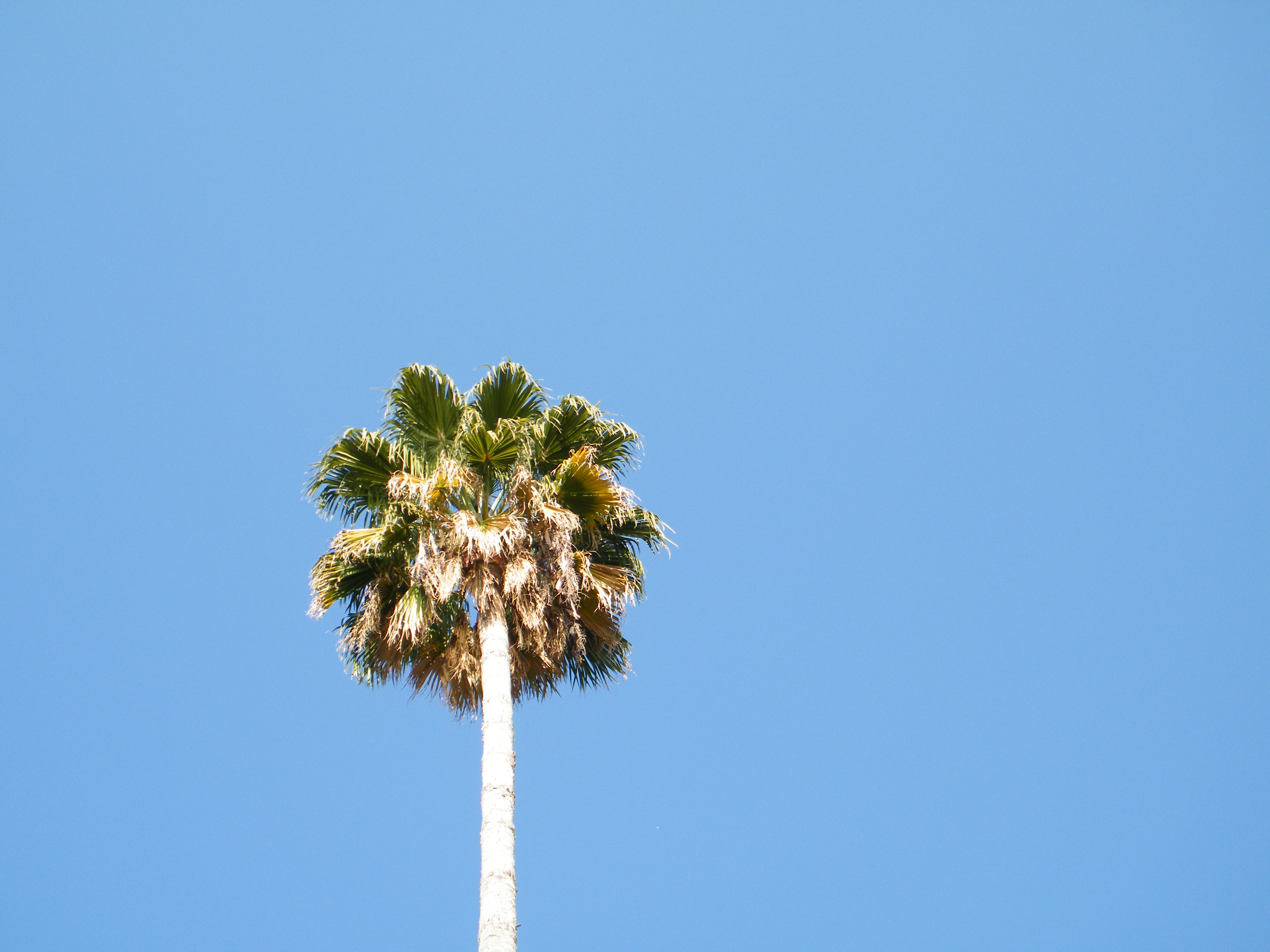
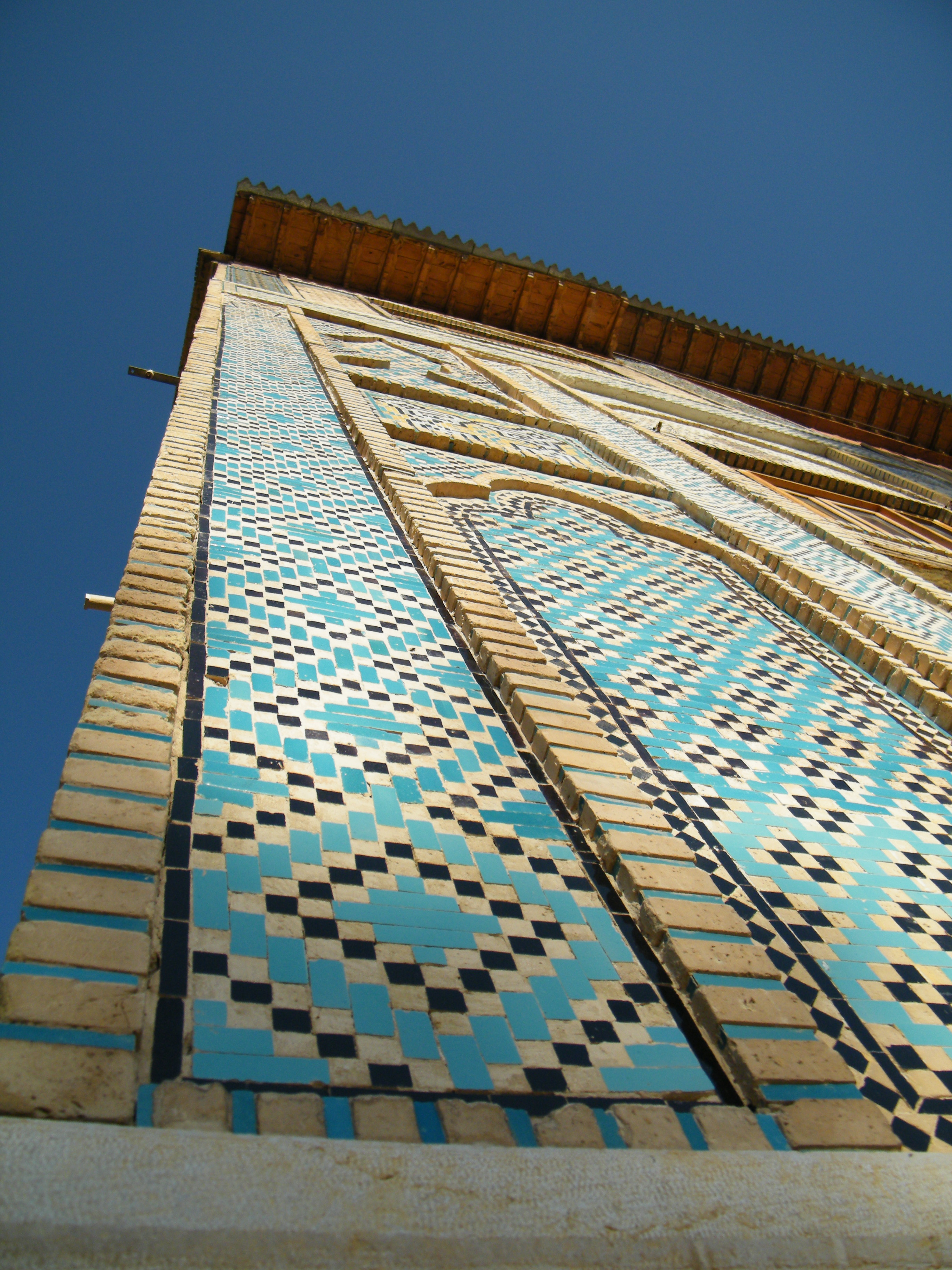
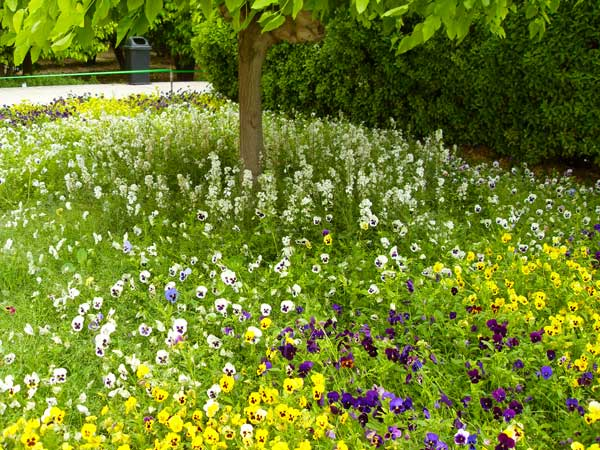
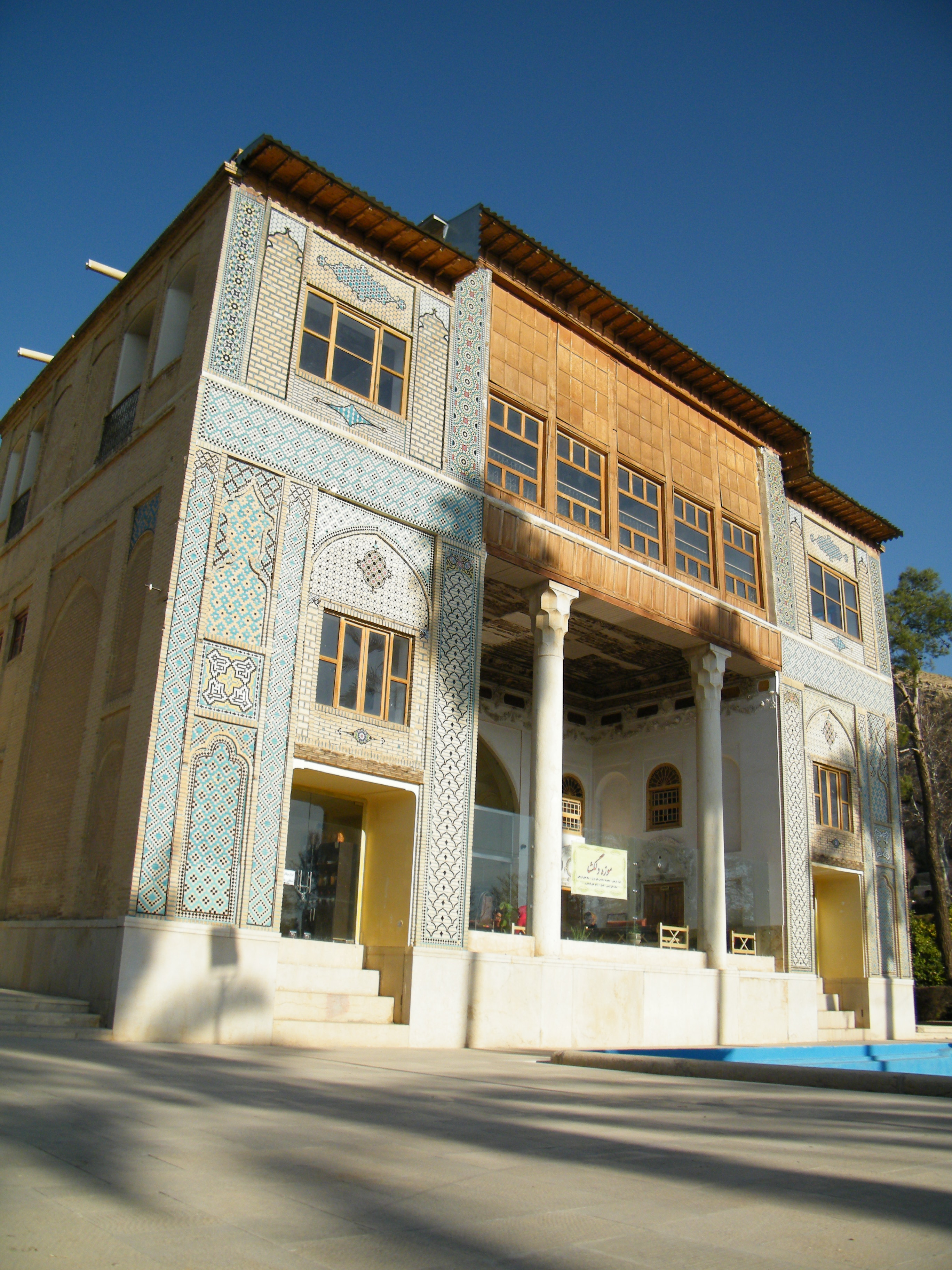
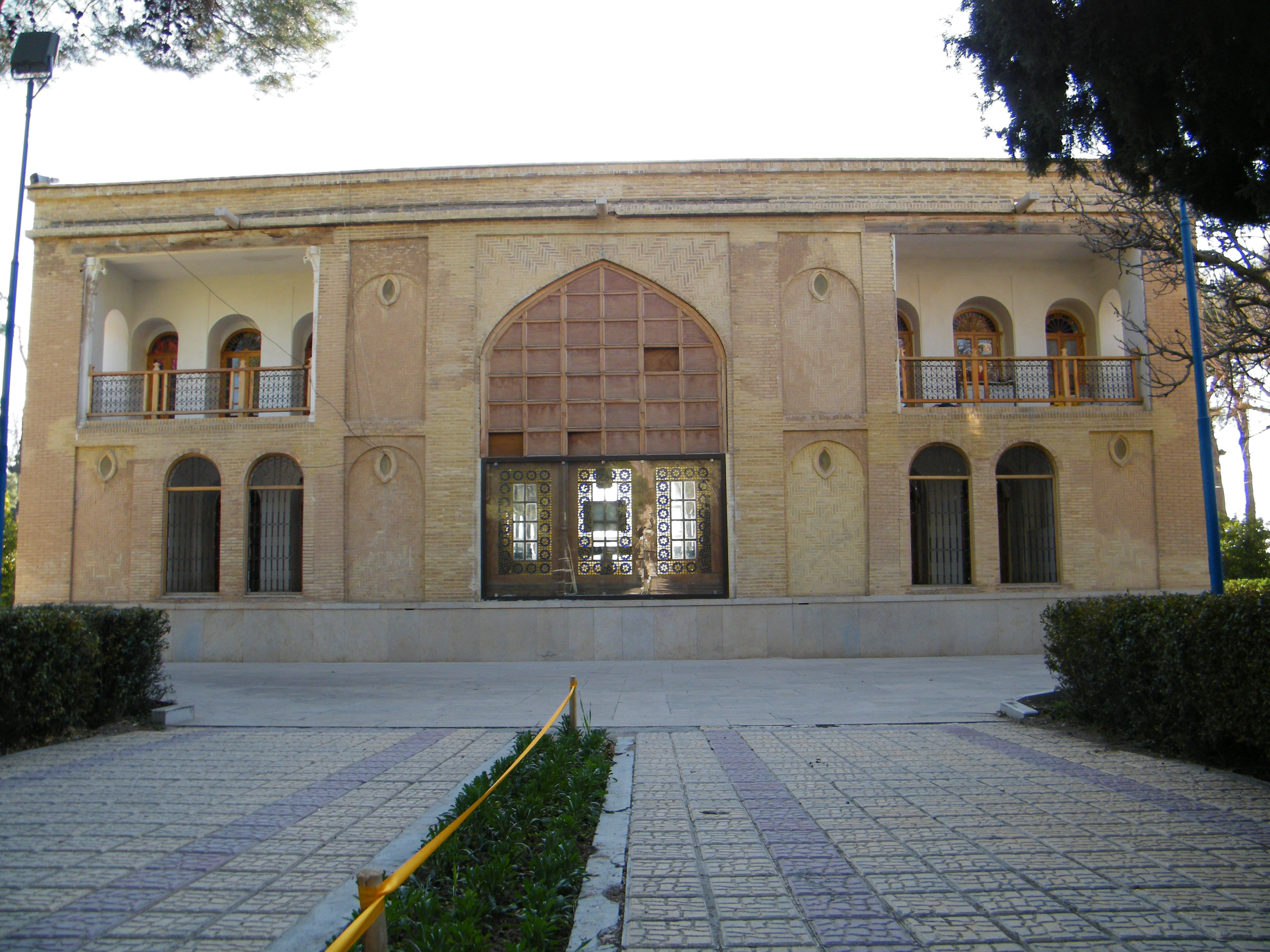
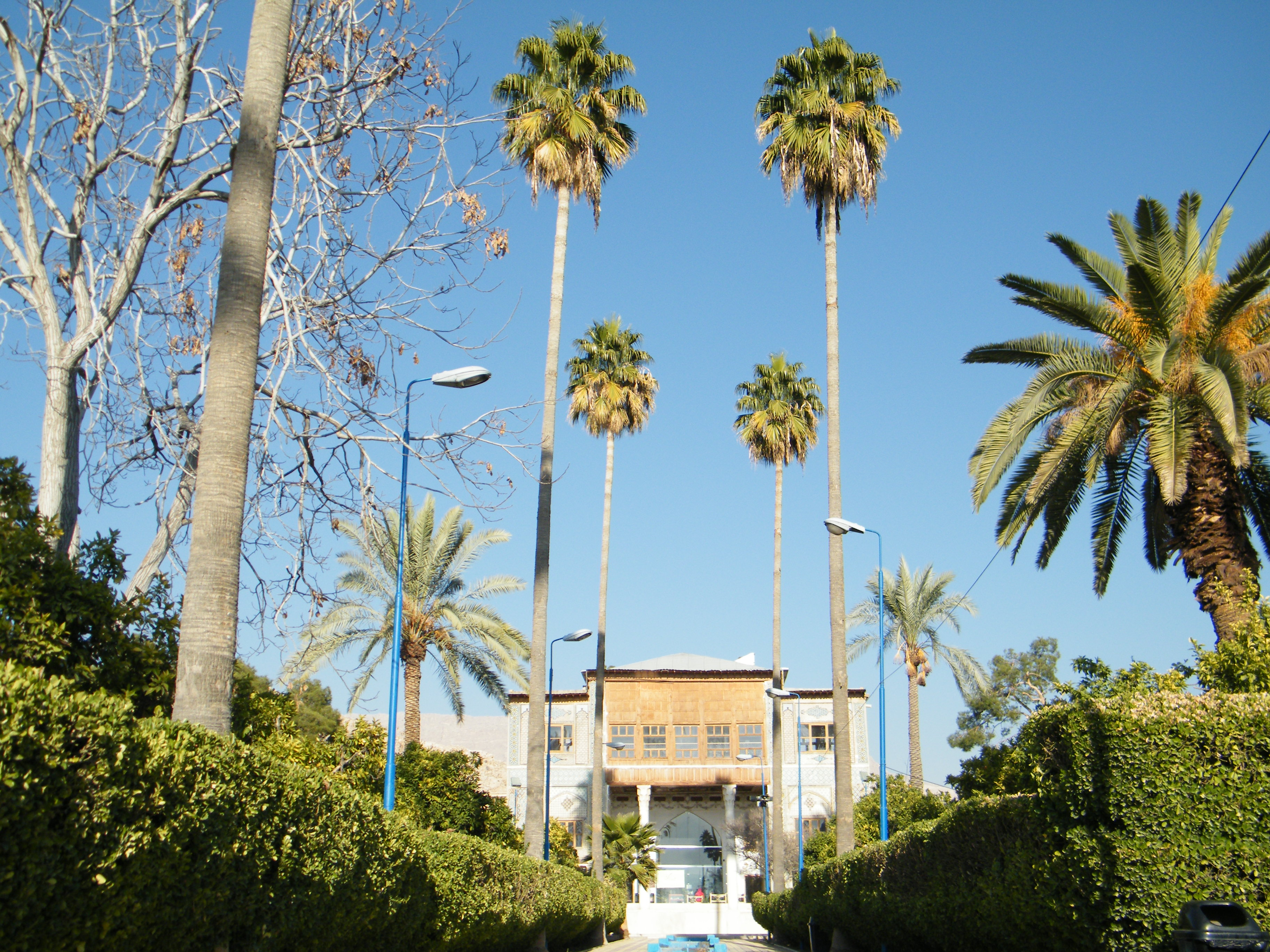